# Feudalisme a Catalunya
El feudalisme a Catalunya es desenvolupà al llarg del període carolingi a causa del creixement econòmic i demogràfic que de manera lenta però progressiva va capgirant les relacions de força al si de la societat.
A mitjans del segle xi es va completar la rompuda de les terres interiors de la Catalunya Vella i s'inicià una pressió sobre la frontera que no va culminar fins al segle xii amb la conquesta de la Catalunya Nova. La lentitud del moviment colonitzador de la frontera repercutí sobre la condició de la pagesia catalana que, mancada de terres suficients, es va afeblir i fou víctima fàcil de l'opressió exercida pels poderosos, les nobleses laica i eclesiàstica.
Aquest procés de senyorialització i feudalització va anar estretament lligat a la minva de l'autoritat central durant la primera meitat del segle xi, i explica que, en el marc dels castells, els veguers, independitzats del comte, fessin ús i abús de la seva autoritat de manera arbitrària.
Els trasbalsos dels anys 1040 a 1060 són un episodi d'un moviment que va esclatar a tot l'Occident europeu, encapçalat per l'aristocràcia, que no dubtà a apoderar-se directament dels òrgans de poder. És el període conegut com la revolució feudal que va tenir com a desenllaç l'emergència d'una multitud de petites senyories locals, hereves dels principats territorials d'època carolíngia.
Com que l'autoritat pública més forta a Catalunya al final del segle x era la dels comtes de Barcelona, que posseïen els comtats de Barcelona, Girona i Osona, el futur polític del país va dependre en gran part de la capacitat de resistència que aquests comtes van tenir enfront dels feudals.

## Factors desestructurants

### Crisi social
La feudalització de Catalunya va ser possible, en bona part, per un creixement econòmic que va permetre als poderosos apropiar-se de l'excedent productiu del sector rural motivat per, en part, l'afebliment de les estructures tradicionals que començaven a quedar obsoletes enfront de l'embranzida de les noves forces emergents.
Abans de l'any 1000, la família nuclear era força estable i estava garantida per una estructura econòmica que li era pròpia. Però el creixement econòmic i el clima de violències inherents a la feudalització van produir l'esquerdament del model familiar. Sense la protecció de les institucions judicials, afectades també per la crisi, la família va intentar preservar els seus membres i els interessos comuns de les agressions exteriors tendint a l'agrupament i l'eixamplament del grup.

### Canvis en el poder polític
El poder i la força dels comtes abans de l'any 1000 procedia de la possessió de terres i rendes públiques que se cedien temporalment o a perpetuïtat als seus col·laboradors, clergues, vescomtes i veguers, perquè els administressin. Tanmateix no perdien el control superior d'aquests béns, els més importants dels quals, els castells
El poder polític dels comtes catalans experimentava una minva notable. A la mort de Ramon Borrell el 1017, seguiren les successives minoritats de Berenguer Ramon I i de Ramon Berenguer I, durant les quals l'autoritat va ser exercida per la comtessa Ermessenda de Carcassona, vídua de Ramon Borrell. Una prova que la concepció pública del poder es perdia va ser el testament de Berenguer Ramon I que dividia els comtats entre els seus fills, disposició successòria que afeblia, encara més, l'autoritat comtal.
L'afebliment de l'autoritat pública va fer possible que alguns vescomtes i descendents d'antics veguers prenguessin decisions de direcció política i d'expansió cap a la frontera al marge de l'autoritat comtal. La crisi d'autoritat, doncs, havia arribat als castells de la frontera, que van esdevenir dominis pràcticament independents, mentre que a l'interior dels comtats, els nobles s'apropiaven de camins i fortaleses, i de les càrregues, béns i drets públics amb els quals van mercadejar. La magnitud de vendes, donacions i infeudacions de béns i drets del fisc entre nobles va comportar per als comtes, cap al 1050, la pèrdua del control directe o indirecte sobre una part molt important dels seus recursos tradicionals.

## La revolució feudal delseglexi
A partir del 1030 la crisi de l'ordre tradicional es va fer sentir arreu: era una revolució social i política.

### Apropiació privada de les terres del terme
Els veguers, abans personae publicae, es van apropiar els castells que administraven i van esdevenir senyors castlans prescindint de l'autoritat superior comtal, i van incorporar les terres fiscals del terme del castell i les rendes públiques satisfetes pels habitants del districte corresponent a la seva propietat.
Així la paraula fevum, que abans de l'any 1000 indicava la terra fiscal cedida en benefici pel comte a un agent seu, va passar a designar qualsevol bé lliurat per un noble a un altre a canvi de serveis militars i altres obligacions vassallàtiques. Naixia d'aquesta manera el feu privat, que violava tres regles de l'ordre tradicional: primer, abans, únicament el comte, representant suprem de la potestat pública, tenia facultat per atribuir terres i rendes públiques i ara els veguers castellans s'autoconcedien aquesta facultat; segon, abans, aquestes concessions, fetes pel comte als seus agents, ho eren com a mecanisme propi de l'administració (donar per administrar) i també com a forma de remuneració per la tasca duta a terme i ara, els nous senyors castellans concedien terres i rendes d'origen públic al seu arbitri, i sempre d'acord amb els seus interessos privats; i en tercer lloc, abans, el feu tradicional tenia caràcter funcional perquè representava el fonament material del poder de comandament a la castellania i, per tant, no podia ser desmembrat, ara aquest poder es fragmentava en feus múltiples, fenomen indicatiu del capgirament total de les estructures sociopolítiques del país.

### Justícia, arma privada a mans dels poderosos
L'alteració de l'ordre va afectar també la justícia. Els tribunals van esdevenir el marc d'expressió de moltes de les tensions de la societat. Amb el creixement econòmic van incrementar-se els plets i els pledejadors, i la justícia es va corrompre. Els jutges es deixaven comprar i el codi de Recesvint va esdevenir poc útil car els tribunals van renunciar a la recerca de proves objectives i molts litigis es van resoldre al marge dels tribunals, bé per acords entre les parts o, el més sovint, per actes de força o proves aberrants, com les ordalies. Aquestes proves eren reservades als pagesos. La noblesa defensava el seu dret en duel. L'Administració de Justícia, al final del segle x, va deixar de ser una institució de dret públic on tots els homes lliures de la societat podien acudir, amb certes garanties, per arranjar els seus conflictes, i es va convertir en una arma privada a mans de l'arbitrarietat dels poderosos.

### Vinculació terrenal de l'Església
En aquest nou marc alguns sectors de l'església es van llençar a un seguit de pràctiques simoníaques i violentes. Com a intents de frenar la situació de crisi moral que patia l'Església a causa de l'acumulació de riqueses, la vinculació als poders temporals i la simonia, van sorgir de dins de l'Església moviments reformadors com el dels de l'Orde de Cluny, que es va propagar per Catalunya, i el de les comunitats de canonges de les catedrals. Aquestes iniciatives van disposar del suport de l'abat Oliba que defensava la desvinculació de la institució eclesiàstica de la influència dels laics.
Aquestes i altres iniciatives reformadores van posar en evidència l'enfrontament entre velles i noves estructures de poder perquè després de més de dos segles de donacions pietoses, efectuades sovint per famílies poderoses, el clergat havia aconseguit reunir un patrimoni gens menyspreable i, d'altra banda, la noblesa feudal, descendent d'aquells llinatges, no estava disposada a renunciar a un cert control i fruïció dels béns familiars llegats a l'Església. Per a aquesta noblesa, les pràctiques simoníaques eren una garantia de control i fruïció.
Des d'aquest punt de vista, certs actes de violència de nobles contra institucions eclesiàstiques es comprenen millor. Els plets entre nobles i clergues per terres, rendes, tributs eclesiàstics (delmes) i herències van sovintejar i desembocaren moltes vegades en violència física. L'amenaça d'excomunió no va poder aturar aquest clima que finalment va trobar solució per la via dels pactes o acords negociats.
L'origen de la jerarquia eclesiàstica: bisbes, abats i canonges és l'estament nobiliari, doncs uns i altres estaven units per vincles de parentiu o llinatge. A més, l'Església havia perdut poder sobre les institucions i els estaments socials, en part per la pèrdua de la protecció que fins aleshores li havia ofert l'autoritat comtal, ara també en crisi. Aculada a la defensiva, la institució eclesiàstica va pactar una entesa amb el nou poder emergent, el feudal, representat per l'aristocràcia militar.

## Moviments de resistència: sagreres i assemblees de pau i treva
Les resistències a la feudalització es van manifestar a diferents nivells al camp i a la ciutat. Les més conegudes són les que va oposar un sector de la institució eclesiàstica a través de les sagreres i les assemblees de Pau i Treva.
En una primera fase de resistència, el clergat es va oposar a l'arbitrarietat i la il·legalitat dels castellans, evitant la pèrdua de control dels castells de l'Església en les zones frontereres. Amb aquesta finalitat, i per evitar caure en la xarxa de vincles feudals, van crear la figura del levita-castellà, encarregat de defensar els interessos de l'Església a les zones de marca o frontera. En tant que defensors del patrimoni eclesiàstic, i atès que l'excomunió era una arma poc eficaç, molts clergues van participar en guerres privades. A la vegada per a una millor defensa i per evitar el pillatge dels nobles en rebel·lia contra el poder establert, l'Església va establir una aliança amb pagesos i mercaders que es va manifestar amb la difusió de les sagreres i la creació de la treva de Déu:

### Sagreres
Les sagreres eren uns espais de pau més o menys circulars (d'un radi de 30 passes) al voltant dels temples, delimitats pels bisbes en el moment de la seva consagració. La immunitat territorial d'aquests espais es concretava en el dret d'asil eclesiàstic. Els pagesos van aprofitar aquest espai de seguretat per construir-hi magatzems on guardar les collites i les eines de l'explotació, i a poc a poc hi van construir cases i masos fomentant l'hàbitat concentrat.

### Assemblees de Pau i Treva
Les aspiracions pacifistes van trobar el seu màxim exponent en les assemblees de Pau i Treva de Déu, unes institucions en les quals van confluir clergues i pagesos inquiets per la violència dels feudals. Amb aquestes assemblees es pretenia imposar treves setmanals als nobles violents. L'assemblea de pau més antiga coneguda a Catalunya és la celebrada a Toluges (Rosselló) el 1027, que va presidir l'abat Oliba, on es va proclamar la inviolabilitat del patrimoni eclesiàstic, alhora que es va imposar una treva des de l'hora novena del dissabte fins a la primera del dilluns. Aquest temps de pau es va ampliar successivament en posteriors assemblees.
L'objectiu de l'Església era posar fre a la violència, però no eliminar-la, alhora que acceptava com un fet natural, producte de la voluntat divina, l'ordre establert: els pagesos havien de treballar, mentre als nobles era encomanada la missió de governar i fer la guerra. La jerarquia eclesiàstica no qüestionava, doncs, l'ordre senyorial del qual ella mateixa era part integrant; el seu objectiu era despullar-lo de tanta violència física i de tant desordre. A través de les assemblees de pau, l'Església va assumir la direcció temporal del país. Refet el poder comtal durant el segle xii, l'Església va cedir als comtes la presidència de les assemblees, moment en què la pau de Déu es convertí en pau del comte. Així es preservà la integritat del patrimoni eclesiàstic, però res no va impedir que la pagesia quedés sotmesa a la dominació dels senyors dels castells.
Per altra banda, el sector urbà es va beneficiar també de la protecció oferta per aquestes assemblees al comerç i als mercaders. El món del comerç era una peça important dins l'engranatge econòmic del desenvolupament urbà, alhora que aportava beneficis gens menyspreables al clergat de les ciutats episcopals, que tenien el control dels mercats (pels impostos) i de la circulació monetària (pel dret d'encunyació).

## Crisi de l'autoritat comtal barcelonina davant la revolució dels barons nobiliaris

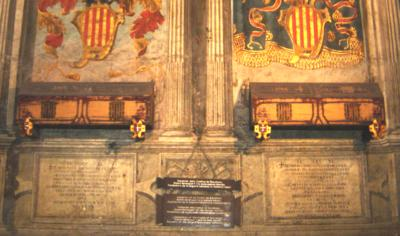
Sepulcre de Ramon Berenguer I i la seva muller Almodis a la Catedral de Barcelona

Des del mitjans del segle xi, el comte de Barcelona Ramon Berenguer I (1035-1076) va desenvolupar una política de restabliment de l'autoritat basada en l'aprofitament del potencial econòmic procedent dels recursos de domini públic que li restaven, de les contribucions de la comunitat urbana barcelonina i en l'or de les paries.
Amb l'or de les paries, Ramon Berenguer I assegurava la pau a les taifes frontereres de Lleida i Tortosa, a la vegada que veia multiplicar els seus ingressos. D'altra banda, aquesta nova orientació i la represa de la lluita contra taifes més llunyanes, com la de Saragossa, obria un camí de possibilitats a la noblesa guerrera, àvida d'honors, en fomentar la seva participació en campanyes de conquesta de noves terres a l'interior peninsular, o en oferir-li la possibilitat de lluitar a sou en els exèrcits de les taifes.
Allunyat el perill de la noblesa sediciosa, els comtes de Barcelona van arribar a un compromís amb els vells llinatges de comtes, vescomtes i veguers que havien anat imposant la seva preeminència sobre totes les famílies catalanes. El compromís va tenir dues vessants: en l'aspecte socioeconòmic, Ramon Berenguer I va acceptar com un fet les usurpacions de béns i drets públics i la submissió de la pagesia a la noblesa; i en l'aspecte polític va exigir que tots els magnats el reconeguessin com a cap natural i senyor eminent de tots els castells.
Així, a mitjan segle xi, el Casal de Barcelona va començar a concentrar el poder sobirà de Catalunya i a dirigir en profit propi la unificació política. Els nobles rebels van ser multats i l'aristocràcia va jurar fidelitat al comte, el qual deixava la pagesia al lliure arbitratge de la noblesa a canvi d'esdevenir el príncep d'una nova societat organitzada piramidalment, la societat feudal. Alhora, la justícia va esdevenir una eina al servei dels interessos de dominació social del nou estament que s'imposava, el militar. A mans d'aquest sector, la justícia va ser utilitzada per expropiar la pagesia i les sentències judicials emanades de tribunals senyorials consistien sovint en la imposició de multes, que es convertiren en una font formidable d'ingressos per als senyors.
La regressió dels tribunals públics, presidits pel comte i els seus jutges, en favor de la justícia privada o feudal va conduir a una resolució de conflictes en dues instàncies: una justícia inferior exercida pel senyor a la seva castellania, amb poder de jutjar els pagesos sotmesos al règim senyorial; i una altra justícia, de caràcter superior, exercida per assemblees de barons per a resoldre els plets entre homes del mateix estament, és a dir, entre nobles.

## Activitat política exterior dels comtats catalans

### Relacions amb al-Àndalus

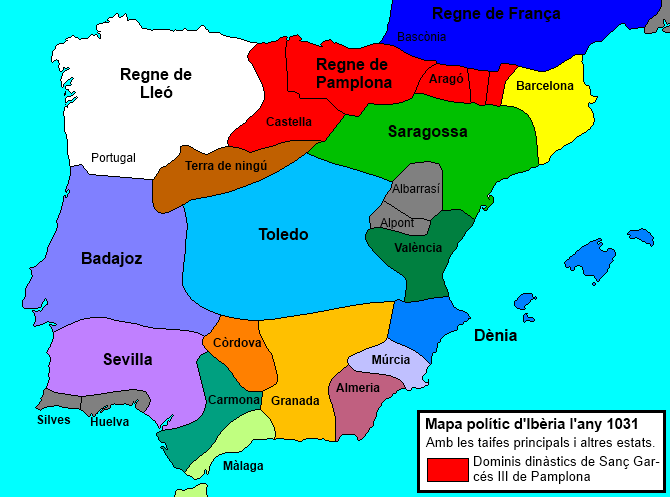
La península Ibèrica a l'any 1031 amb els regnes de taifes.

Tot i les hostilitats de principis del segle xi entre al-Àndalus i el territori català, les relacions no es van trencar. Les ambaixades, els viatges privats i els rescats de captius en són una prova, com també ho és el flux d'or andalusí que arribava a Barcelona a través dels circuits comercials. A més la contractació de mercenaris catalans en els exèrcits de les taifes, i les soldades que rebien, devia contribuir a fer entrar més or al territori del Casal de Barcelona.
A partir del segle xi, la presència dels comtats catalans en el teatre militar i polític de la Península era ja un fet que va marcar les noves relacions politicoeconòmiques amb el món islàmic. En podem fer la cronologia:
1. Del 985 al 1010 continua l'hegemonia islàmica, amb ràtzies que potser són resposta a l'activitat repobladora dels catalans en terres properes al domini musulmà.
2. Del 1010 al 1046 prenen dinamisme les expedicions catalanes en territori musulmà arran de les dificultats del califat de Còrdova i les lluites civils d'al-Àndalus. Els mercenaris catalans van començar a engruixir les tropes sarraïnes.
3. Del 1046 al 1090 es va desenvolupar una nova etapa de relacions catalanomusulmanes sota el signe de les paries: els beneficis obtinguts de les expedicions a al-Àndalus sembla que van interessar més que les conquestes de nous territoris. Les garanties de seguretat i protecció que oferia el nou govern de Ramon Berenguer I als regnes de taifes veïns, amb les corresponents entrades d'or, van marcar la política exterior de la casa comtal durant aquells anys.
4. A partir del 1090 es va mantenir una relativa estabilització de les fronteres.

El protectorat que van exercir els comtes catalans sobre els seus veïns sarraïns, amb la contrapartida de l'or de les paries, es va continuar i ampliar durant els governs dels hereus de Ramon Berenguer I, Ramon Berenguer II i Berenguer Ramon II.
L'arribada dels almoràvits a la Península, cridats pels regnes de taifes precisament per estroncar la sagnia de les paries, va capgirar, però, la panoràmica de la política peninsular. La derrota d'alguns reis cristians va frenar l'expansió territorial d'aquests i va fer recular fronteres, a la vegada que les taifes s'alliberaven de la servitud de les paries.

### Relacions amb Occitània

Comtats d'Occitània a la data de la batalla de Muret.

Quant a Occitània, les relacions dels comtes catalans durant els segles XI i xii s'hi van desenvolupar a partir d'una activa política de compres i estratègies matrimonials, que van donar lloc a un complex teixit de petites sobiranies feudals, entrellaçades per aliances mútues, on el vassallatge i les vinculacions familiars, resultat dels matrimonis pactats entre governants, eren la garantia més òptima.
Però el procés de feudalització va seguir camins divergents a una i altra banda dels Pirineus: mentre a les terres occitanes el nou ordre social es va mantenir inestable tot i els esforços pacificadors de l'Església i les aliances entre feudals; a Catalunya, els comtes de Barcelona, afavorits pels èxits militars i econòmics (relacions amb l'islam) i pel suport de la institució eclesiàstica (moviments de Pau i Treva), van poder constituir un estat feudal fort. Així s'explica la projecció del Casal de Barcelona al Llenguadoc.
La plasmació del nou sistema feudal es va manifestar en la subordinació del llinatge occità al seu senyor natural, el comte de Barcelona. Però un seguit d'esdeveniments, sobretot els enfrontaments dels comtes de Tolosa i els seus vassalls Trencavell amb la Casa de Barcelona, van capgirar aviat la situació. A la darreria del segle xi es va interrompre la política occitana de la Casa de Barcelona, amb la pèrdua del comtat de Carcassona i del comtat de Rasès.

## Els pactes feudovassallàtics

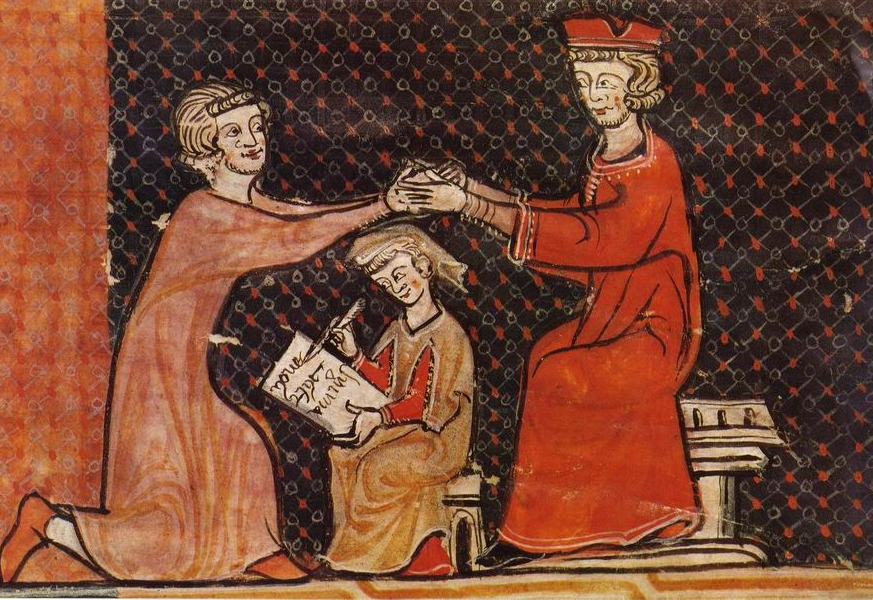
Miniatura medieval d'un acte d'homenatge. Archives Départementales de Perpignan.

A partir del 1060 es va encetar un període nou, caracteritzat pel desenvolupament de les estructures feudals i els vincles feudovassallàtics. Es van multiplicar els lligams d'home a home i es va imposar el sistema dels feus privats. La concepció jeràrquica de la nova societat va crear uns mecanismes per a afavorir els vincles i les xarxes de relacions, que es van concretar en el pacte feudal o contracte feudovassallàtic. Aquests contractes o convinences pressuposaven la investidura d'un feu, és a dir, la cessió d'un bé material per part del senyor a un fidel vassall.
Els actes d'homenatge i jurament de fidelitat que seguien les convinences o investidures de feu, van comportar un cerimonial feudal de dimensió pública. Aquests juraments podien ser una simple declaració de lleialtat, però el més sovint responien a un intercanvi de drets i obligacions de les dues parts. En aquest sentit podríem pensar que la fidelitat estava en certa manera subordinada a la concessió del feu, amb el resultat que un vassall podia estar obligat per fidelitat a diversos senyors. El feu, peça per excel·lència del contracte vassallàtic, era una tinença militar, és a dir, una terra amb les seves rendes que un senyor tenia per un altre a canvi d'alguna cosa, generalment un servei militar, o col·laboracions en les tasques de govern i d'administració de justícia. La particularitat del feu era que les parts contractants pertanyien al mateix estament, noble o eclesiàstic.

## Emergència d'una societat nova

La nova societat feudal se'ns mostra en aquesta miniatura d'una lletra capitular d'un manuscrit medieval mostrant un serf, amb un instrument de treball observant a dos senyors, un noble i l'altre eclesiàstic que discuteixen.

El resultat dels trasbalsos de l'any 1000 va ser l'emergència d'una nova societat catalana dividida en dos sectors: els maiores o nobiles, els que tenien el poder de manar, i els minores o inferiores, és a dir, els governats.

### Elsmaioresonobiles
Inicialment la distància entre els dos grups era relativa; però el creixement econòmic que seguí a aquesta primera etapa va anar marcant les diferències, i les violències i l'afany d'acaparament dels maiores van eliminar, en bona part, les llibertats pageses.
La noblesa de l'any 1000, segons els Usatges, estava internament molt jerarquitzada:
1. Els llinatges comtals i vescomtals es van mantenir al capdamunt de l'estructura social i van guanyar riquesa i poder, però es van anar supeditant a la superior autoritat del comte de Barcelona.
2. Seguien els barons (comdors), antics magnats descendents de la vella aristocràcia, que eren els senyors dels castells, feudataris i membres del seguici dels comtes de Barcelona.
3. La petita noblesa era una categoria intermèdia entre l'alta aristocràcia i la pagesia, sorgida a partir de la revolució feudal i que actuava com a delegada del senyor en l'aplicació del poder jurisdiccional. Estava integrada per membres desclassats de les branques laterals dels grans llinatges i per individus procedents de les capes més benestants dels servidors dels castells, militis castri. Aquest grup s'encarregava de comandar la tropa del castell.
4. Darrere d'ells anaven els milites (cavallers), que eren els representants més nombrosos d'aquesta nova noblesa. Formaven les guarnicions dels castells, en nombre no superior als 10 homes. Molts, potser la majoria, procedien de l'estrat superior de la pagesia. La riquesa principal d'aquests cavallers era l'equipament militar, és a dir, la possessió d'un cavall i armes. De fet, aquests nouvinguts a les files nobiliàries, desclassats del seu grup d'origen, es van trobar sempre en posició subalterna respecte del grup superior dels barons, que eren nobles per llinatge.

### Elsminoresoinferiores

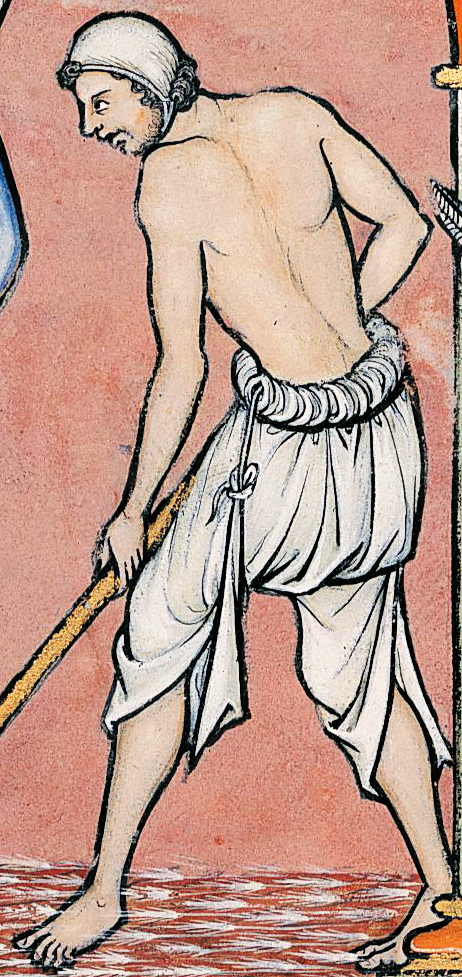
Un camperol en una bíblia del.

Els canvis experimentats al si de la noblesa van tenir també la seva expressió en el medi rural. A partir del 1060, la senyoria banal o jurisdiccional va limitar la independència de la pagesia lliure i alodial, amb els consegüents desequilibris i ruptures. Vers el 1100 el procés d'asserviment ja havia començat fins a imposar la servitud personal.
Les càrregues banals o jurisdiccionals, que van començar a aplicar-se en el marc dels castells o castellanies per l'aristocràcia laica, aviat es van estendre a l'interior de les senyories comtals i de l'Església, fins a institucionalitzar-se amb el nom d'usaticos o mals usos.
La conformació de la noblesa feudal i la pagesia servil va alterar l'equilibri de forces. Un cop establert un compromís entre llinatges, s'accelerà la senyorialització del camp català: apropiació de la terra pagesa i afebliment de la condició social de la pagesia aloera. La petita propietat va declinar, absorbida per la senyoria o gran propietat feudal, i els antics alous pagesos es van transformar en tinences.
En el marc dels castells, pagesos aloers i tinents, davant la indefensió que comportava el canvi d'orientació política i la degradació de la justícia, van caure de manera lenta però imparable sota l'opressió dels antics agents comtals, els veguers, convertits ara en senyors privats. En aquestes circumstàncies, molts pagesos, temorosos de la força dels guerrers, van preferir donar-los la terra (i amb aquesta el fruit del seu treball) a canvi de recuperar-ne l'usdefruit.

L'alou es transformà així en tinença. Al final del segle xi, la petita propietat era gairebé un record. Els pocs alous pagesos que quedaven havien perdut el seu caràcter de propietat plena i lliure, ja que els seus propietaris no podien prendre decisions sobre els seus propis béns sense el consentiment dels senyors banals o jurisdiccionals. L'emergència de la tinença, doncs, cèl·lula productiva bàsica de la senyoria, va anar estretament lligada a l'afebliment de la pagesia. El senyor del castell va esdevenir cap incontrolat de la comunitat pagesa, fet que va comportar la degradació social i econòmica del camp.

## El món feudal alseglexii

### Expansió del casal de Barcelona
L'època del govern del comte Ramon Berenguer III assenyalà un moment de gran esplendor en el procés de conversió de Catalunya en una sola unitat política sota la sobirania de la Casa de Barcelona.

#### Una política d'aliances expansiva
Ramon Berenguer III portà a terme una política d'unificació interior i d'expansió, com ho palesa a bastament la presa de Balaguer (1105), que va reforçar l'amistat tradicional amb els urgellencs, i la incorporació a Barcelona del comtat de Besalú (1111) i, posteriorment, el comtat de Cerdanya (1117), fruit d'una política d'enllaços matrimonials.
En poc temps els dominis del Casal de Barcelona es van estendre des de la muntanya i la plana fins al mar. Manifestació suprema de l'hegemonia barcelonina, els comtes que encara es mantenien independents, els de Pallars, Urgell, Rosselló i Empúries, es van fer vassalls del comte de Barcelona.
Corresponen també a l'època de Ramon Berenguer III els inicis de relacions polítiques amb els regnes hispanocristians de l'occident de la Península. El comte de Barcelona va cercar llavors una aliança amb el regne de Lleó i la Corona de Castella perquè l'ajudés a frenar l'expansió llevantina d'Alfons el Bataller, rei d'Aragó, que avançava cap al control de les terres del Baix Ebre, en la zona de confluència amb el Segre, i amenaçava Lleida.

#### Conquestes cap al sud: Tarragona (1118)
Va ser també durant el govern de Ramon Berenguer III que es va restaurar l'arquebisbat de Tarragona. La iniciativa tenia precedents de la conquesta carolíngia de Catalunya i més recents: Arran de la conquesta de Toledo el 1085 i la restauració del seu arquebisbat el 1088, les autoritats catalanes van iniciar una sèrie de contactes amb Roma per aconseguir del papat la restauració de l'arquebisbat de Tarragona, no sense la forta oposició de les seus de Toledo i Narbona. El 1116 Ramon Berenguer III va obtenir, finalment, l'acord del papa i, després d'interessar en l'afer el bisbe de Barcelona, Oleguer, aquest va rebre el nomenament d'arquebisbe del papa Gelasi II (1118).
Per materialitzar el projecte calia, però, conquerir Tarragona, repoblar-la i defensar-la dels musulmans de Tortosa, Prades i Siurana. A tal fi, Oleguer va signar un acord amb el cavaller normand Robert Bordet, pel qual aquest es feia feudatari de l'arquebisbe i es comprometia a ocupar, repoblar i restaurar la ciutat de Tarragona. D'aquesta manera, l'obediència de l'Església catalana a l'arquebisbe de Narbona, que havia durat 300 anys, es va acabar.

#### Expedicions contra Mallorca
Molt aviat la Mediterrània va ser també un centre d'acció de la diplomàcia i la milícia dels comtes catalans, ja que durant els segles ix i x els comtes d'Empúries havien desenvolupat una discreta activitat marinera, comercial i piràtica. I al segle xi les relacions comtals en l'àmbit mediterrani es van traduir en l'enllaç de Ramon Berenguer II Cap d'Estopes amb la princesa normanda Mafalda de Pulla-Calàbria (1078). Aquest matrimoni marcava per a la Casal de Barcelona els inicis d'una política italiana que va tenir una continuïtat fidel en el futur: Pere II el Gran, descendent llunyà del Cap d'Estopes, es va casar el segle xiii amb Constança de Hohenstaufen, descendent de la dinastia normanda de Sicília, i d'aquí vingué la incorporació de Sicília a la Corona d'Aragó.
No obstant això, les relacions diplomàtiques i les activitats comercials dels cristians a la Mediterrània occidental es trobaven, en aquesta època, amenaçades pels atacs dels corsaris musulmans de les Balears. Mentre es desenvolupaven a la Mediterrània oriental les primeres ofensives dels croats, que capgiraven la correlació de forces, Ramon Berenguer III va signar un conveni amb Pisa (Sant Feliu de Guíxols, 1113) per a dur a terme una expedició contra Mallorca, a la qual s'uniren estols procedents del sud de França.
Els acords d'aquest conveni, tot i que s'emmarcava en el moviment de la croada, eren fonamentalment econòmics: per a catalans i pisans significava la lliure circulació per la Mediterrània occidental, i, a més, els mercaders pisans van obtenir la protecció del comte barceloní i avantatges comercials per a desenvolupar les seves activitats en territori català. L'èxit de la croada (saqueig d'Eivissa el 1114, i de la ciutat de Mallorca el 1115) va ser efímer, ja que, obligats pels almoràvits que amenaçaven la frontera catalana, els guerrers catalans van abandonar aviat l'arxipèlag.

#### Expansió cap a Occitània
Per a la Casa de Barcelona, Occitània va ser un altre camp d'acció. Tanmateix, l'empresa occitana de Ramon Berenguer III va començar amb un fracàs: la pèrdua dels comtat de Carcassona i del Comtat de Rasès del llinatge dels Trencavell. Amb tot l'actitud despòtica de Roger Ató, fill del vescomte Bernat Ató, va propiciar que els carcassonesos, es revoltessin contra la seva autoritat i demanessin ajut a Ramon Berenguer III, a qui van prometre lliurar la ciutat i jurar fidelitat. El retorn de Bernat Ató i la lluita per Carcassona va enfrontar llavors el comte de Barcelona amb el vescomte de Besiers, que no dubtà a cercar l'ajut del comte de Tolosa. L'aliança es concretà pel sistema del feu de represa: el Trencavell va lliurar la ciutat de Carcassona i el seu comtat al comte de Tolosa en canvi de recuperar-ho en feu.
En aquelles circumstàncies, els problemes peninsulars de Ramon Berenguer III, enfrontat als almoràvits, li van impedir reaccionar, i Bernat Ató, sostingut pel comte de Tolosa, va poder consolidar el seu domini sobre Carcassona. A partir d'aquest moment va començar una llarga lluita per l'hegemonia a Occitània entre la Casa de Barcelona i la de Tolosa.
Restablerta la pau a Catalunya, Ramon Berenguer III es va servir de les convinences o pactes feudovassallàtics com el signat amb el seu germanastre, el vescomte Eimeric II de Narbona, fill de Mafalda de Pulla-Calàbria, que s'havia casat en segones noces amb el vescomte de Narbona. Però, l'èxit més gran va procedir de l'estratègia matrimonial: el comte de Barcelona, vidu per segona vegada, es casà amb Dolça de Provença (1112). Per aquest matrimoni, tots els dominis de la Casa de Provença es van incorporar a la Casa de Barcelona, que aconseguí la submissió per vassallatge dels principals llinatges provençals, posició hegemònica que va permetre a Ramon Berenguer III recuperar la superior autoritat feudal sobre els Trencavell, senyors de Carcassona. A partir d'aquests moments, la potestat feudal del comte de Barcelona sobre els seus vassalls occitans va passar a ser per aquests una garantia de protecció enfront de qualsevol temptativa d'incorporació dels seus territoris per part del comte tolosà.